# هوارد ماسون
هوارد ماسون (بالإنجليزية: Howard Mason) هو مهرب مخدرات أمريكي، ولد في 8 سبتمبر 1959.